# بات ميلس
بات ميلس (بالإنجليزية: Pat Mills)  (و. 1949  م) هو كاتب بريطاني، ولد في المملكة المتحدة.

## التعليم
تعلم في St Joseph's College, Ipswich ‏.